# Grand Prix Hassan II 2003
Grand Prix Hassan II 2003 — тенісний турнір, що проходив на ґрунтових кортах у місті Касабланка, Марокко з 7 квітня . Належав до категорії ATP International Series.

## Фінальна частина

### Одиночний розряд
Жюльєн Бутте —  Юнес Ель-Айнауї 6–2, 2–6, 6–1

### Парний розряд
Франтішек Чермак /  Леош Фридль —  Девін Бовен /  Ешлі Фішер 6–3, 7–5